# 沙田镇 (新丰县)
沙田镇是中国广东省韶关市新丰县下辖的一个镇，位于新丰县西部。面积242.2平方公里，下辖17个村、1个社区，总人口2.1万人。该镇绝大部分人口为汉族客家人，语言为客家话。

## 行政区划
沙田镇下辖以下村级行政区划单位
沙田社区、天中村、缠良村、善塘村、白楼村、咸水村、龙潭村、阳福村、长引村、金青村、河洞村、长春村、排岭村、羊石村、乌石村、新岭村、下埔村和叶屋村。